# Anne Palles
Anne Palles, född 1619, död 1693, var den sista kvinnan som avrättades för häxeri i Danmark (den sista personen var Johan Pistorius 1722). 
Hon angavs för att ha förgjort en fogde, som övertagit den gård hon och hennes man ägt, genom att "pissa olycka" i gården innan hon flyttade ut, för att ha dödat en kvinna med magi sedan hennes man blivit förälskad i henne och förstört skörden för en man som tvingat ut hennes son i armén. 
Hon fängslades 1692. Palles dömdes till döden som skyldig för häxeri. 
I Danmark blev häxor i allmänhet brända levande på bål, men Palles halshöggs först innan hon brändes.      